# ماريا مانويل موتا
ماريا مانويل موتا (بالبرتغالية: Maria Manuel Dias da Mota‏) هي أحيائية برتغالية، ولدت في 27 أبريل 1971 في فيلا نوا دغايا في البرتغال.